# 島原市立高野小学校
島原市立高野小学校（しまばらしりつ こうやしょうがっこう）は、長崎県島原市有明町大三東丁にある公立小学校。

## 概要
歴史
1881年（明治14年）に大三東小学校の分校として創立。1954年（昭和29年）に独立。2013年（平成25年）に独立60周年（創立123周年）を迎えた。
学校教育目標
「かしこく　やさしく　たくましく」
校章
　当時、校旗製作に当たって、「校章」制定の機運が生じ、校内に『校章制定委員会』が組織されました。児童・職員・地域（保護者）から寄せられた図案の中から、宮崎正毅氏・加藤昇先生・菅和行君等の作品をベースとして考案されました。
　校章には次のような願いが込められています。
　一　『平和のシンボルである鳩が、天に向かって今まさに全力飛翔に移ろうとしている姿をイメージし、
　　　　図案化する。』
　二　『鋭いくちばしに学問に対する英知を、丸い体に人の和と人道を歩む徳の道を左右いっぱいに広げた羽に、
　　　　それらを支える強い力(体力)と六つの部落の繁栄を願う。』
　三　『高野小学校の子どもたち一人一人が、未来に向かって大きく羽ばたき、人間として立派に成長すること、

　　　　そして、高野小学校がさらに発展し続けることを祈念する。』
中央に「高野」の文字（縦書き）を置いている。
校歌
1984年（昭和59年）に制定。作詞は松本滝朗、作曲は村田兼一による。歌詞は3番まであり、各番に校名の「高野小学校」が登場する。
校区
島原市有明地区（旧・有明町）の「柏野、源在高野、川内、山ノ内上、一本松、二ツ石」。中学校区は島原市立有明中学校。

## 沿革
分校時代
- 1881年（明治14年）[1] - 高野下にある中島力蔵宅に「尋常大三東小学校 高野分校」が設置される。
- 1893年（明治26年）4月 - 「大三東尋常小学校 高野分校」に改称
- 1899年（明治32年）4月 - 「大三東尋常高等小学校 高野分校」に改称。
- 1905年（明治38年）4月 - 校舎を新築・移転。
- 1915年（大正4年）- 吉田重八所有の屋敷に校舎を移転。
- 1920年（大正9年）- 現在地に校舎を移転。
- 1941年（昭和16年）4月1日 - 国民学校令の施行により、「大三東村国民学校 高野分教場」に改称。尋常科を初等科に改める。1学級増設。
- 1947年（昭和22年）4月1日 - 学制改革（六・三制の実施）により、「大三東村立大三東小学校 高野分校」となる。

独立
- 1954年（昭和29年）4月1日 - 大三東村立大三東小学校から分離し、「大三東村立高野小学校」として独立。
- 1955年（昭和30年）4月1日 - 大三東村と湯江村が合併し、有明村が発足。これに伴い「有明村立高野小学校」に改称。
- 1956年（昭和31年）4月 - 講堂が完成。
- 1958年（昭和33年）3月 - 運動場を造成。
- 1959年（昭和34年）4月 - グランドピアノを設置。
- 1961年（昭和36年）11月3日 - 有明町の発足により、「有明町立高野小学校」に改称。
- 1963年（昭和38年）2月 - 独立10周年を記念してミュージックチャイムが寄贈される。
- 1965年（昭和40年）3月 - 特別教室（音楽室・理科室・図書室）が完成。
- 1966年（昭和41年）4月 - プール・土俵が完成。
- 1967年（昭和42年） - 池・岩石園・プラネタリウムが完成。
- 1970年（昭和45年） - 有明町立学校給食センター[3]の完成により、完全給食を開始。
- 1971年（昭和46年）4月 - 校旗を制定。
- 1972年（昭和47年）4月 - 運動場に散水設備を設置。
- 1975年（昭和50年）1月 - 体育館が完成。
- 1978年（昭和53年）8月 - プールを改築。
- 1980年（昭和55年）7月 - 鉄筋コンクリート造2階建ての新校舎が完成。
- 1981年（昭和56年）4月 - 運動場を整備。
- 1984年（昭和59年）3月 - 校歌を制定。
- 1990年（平成2年）9月 - 蛍飼育小屋を設置。
- 1992年（平成4年）9月 - 雲仙普賢岳の噴火活動による降灰対策として空調設備が整備される。
- 1994年（平成6年）
  - 8月 - 視聴覚室を新設。パソコンを設置。
  - 11月 - 平成の寺子屋活動を開始。
- 2002年（平成14年）8月 - なかよしルーム（和室）を新設。
- 2003年（平成15年）11月 - 独立50周年記念式典を挙行。校旗が寄贈される。
- 2006年（平成18年）1月1日 - 有明町が島原市に編入され、「島原市立高野小学校」（現校名）に改称。
- 2010年（平成22年）
  - 3月 - 電子黒板が設置される。
  - 7月 - 体育館の耐震補強工事が完了。

## 交通アクセス
最寄りのバス停
- 島鉄バス 水分・畜産線「川内」バス停

## 周辺
- 高野簡易郵便局
- 恵祥保育園
- 源在公民館